# Méthode TAP

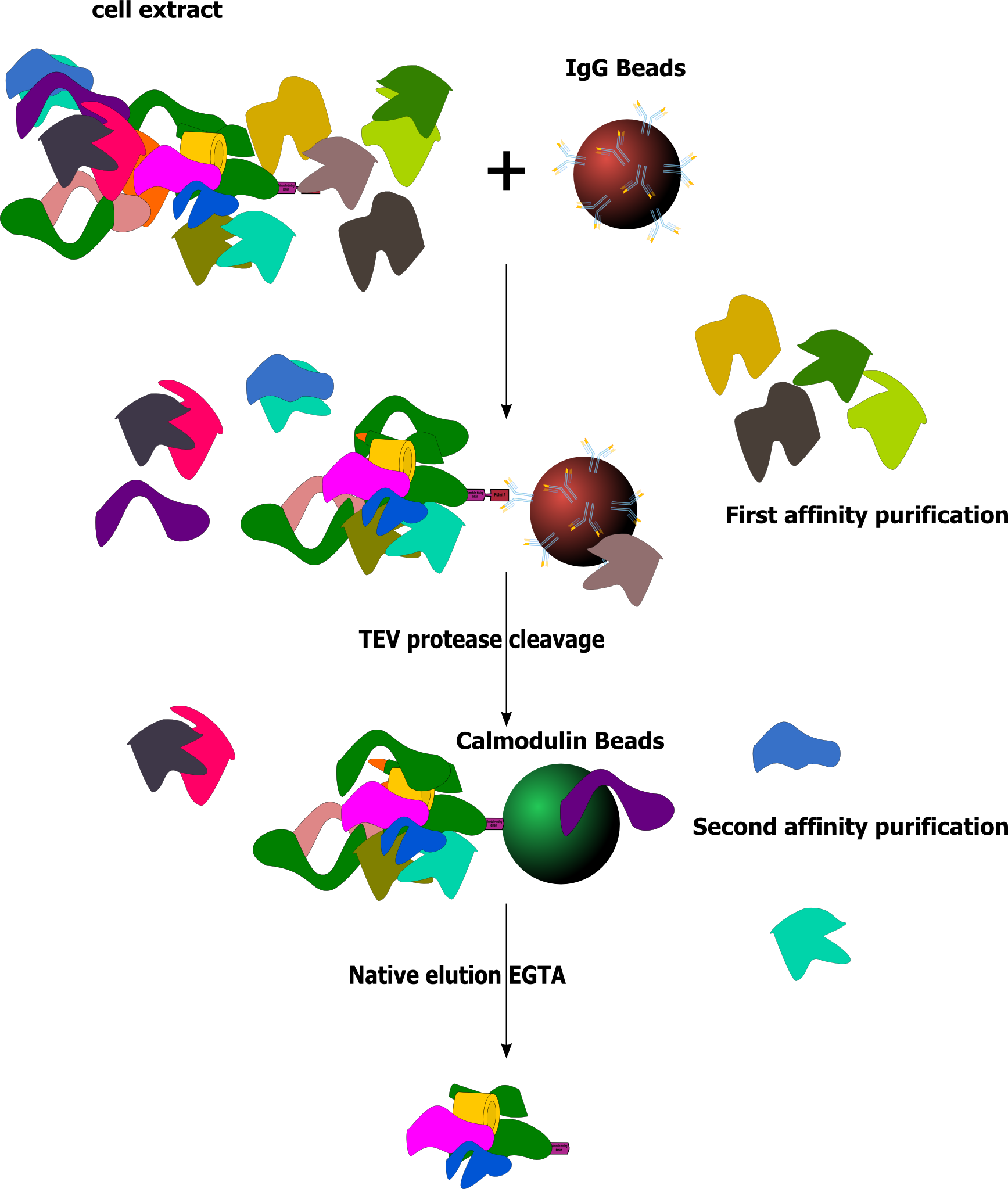
représentation schématique des trois étapes de la purification par la méthode TAP

La méthode TAP (de l'anglais : tandem affinity purification) est une méthode de purification par immunoprécipitation de complexes protéiques basée sur l'utilisation de protéines chimériques portant une étiquette composée de deux domaines d'affinité (historiquement CBP et protéine A),. Le principe de la méthode repose sur l'utilisation successive de deux colonnes d'affinité, les complexes étant détachés de la première colonne par un clivage protéolytique, et par compétition de la seconde colonne.
Etapes de purification
La première étape consiste à incuber l'échantillon avec des billes d'immunoglobulines de type G (IgG) qui vont lier la protéine A. Une protase TEV est utilisée ensuite pour détacher la protéine d'intérêt.
La deuxième étape consiste à incuber le complexe protéique obtenu à l'étape précédente avec des billes de calmoduline (CM) et de calcium (Ca2+). La calmoduline va permettre de lier spécifiquement la protéine d'intérêt. L'EGTA est ensuite utilisé pour purifier la solution et obtenir uniquement la protéine d'intérêt, car l'EGTA va se lier aux ions calcium.